# 4477 Kelley
4477 Kelley è un asteroide della fascia principale. Scoperto nel 1983, presenta un'orbita caratterizzata da un semiasse maggiore pari a 2,2202159 UA e da un'eccentricità di 0,1612599, inclinata di 2,94150° rispetto all'eclittica.